# Heterocarpus calmani
Heterocarpus calmani is een garnalensoort uit de familie van de Pandalidae. De wetenschappelijke naam van de soort is voor het eerst geldig gepubliceerd in 1988 door Crosnier.